# ESG (pénzügy)
Az ESG mozaikszó az angol Environment (környezet), Social (társadalom), Governance (vállalat vezetés/irányítás) szavakból ered, ami meghatározza ezen befektetések szempontrendszerét. Társadalmilag felelős pénzügyek vagy zöld pénzügyek néven is említjük.
Célja, hogy a pénz- és tőkepiaci szereplők a fenntarthatóság szempontjából objektíven ítélhessék meg a gazdálkodó szervezetek (cégek, vállalatok, országok) tevékenységét, és így a rövidtávú profitmaximalizáló gondolkodásmódot leváltsa az újfajta, hosszabb távú és etikus profitmaximalizálás.
Az ESG-szemlélet alapvetően három fő területre koncentrál az értékelés során:
- A gazdálkodó szervezetek okozta környezeti hatások vizsgálata
- Társadalmi kérdések kezelése a szervezeten belül és kívül
- Felsővezetők tevékenységére és az általuk kialakított döntési mechanizmusok

A befektetések esetében kedvező a „zöld minősítés”, ugyanakkor megjelent a befektetőket félrevezető „greenwashing (zöldrefestés)” jelenség. Ez utóbbi azt jelenti, hogy olyan befektetéseket/beruházásokat tüntetnek fel környezetvédőnek, melyek tulajdonképpen nem azok.

## Minősítés
A vállalatok (vagy akár befektetések) minősítő cégektől kaphatnak ESG-tanúsítványt, melyet publikálnak, és a befektetők, vásárlók, beszállítók ezen besorolás ismeretében dönthetnek a velük való partnerségről. ESG-tanúsítványt ad ki többek között a Bloomberg, Reuters, MSCI. A minősítés egy CCC-tól AAA-ig terjedő skálán történik (AAA a legmagasabb minősítés), egyfelől publikusan elérhető adatok alapján (pl. Fenntarthatósági jelentés), másfelől a vállalattól származó adatok alapján.  

## ESG-keretrendszer
A ESG-keretrendszert kialakító cégek nem értékelnek, hanem működési és közzétételi sztenderdeket alakítanak ki, ilyen például GRI. 
AZ ESG-kockázatok hatásának vizsgálata során azt mérjük, hogy az ESG-tényezők (pl. az éghajlatváltozás) milyen hatással lehetnek az intézmények üzleti partnereire vagy befektetett eszközeire, befolyásolva a pénzügyi kockázatokat.